# Monte Pascoal

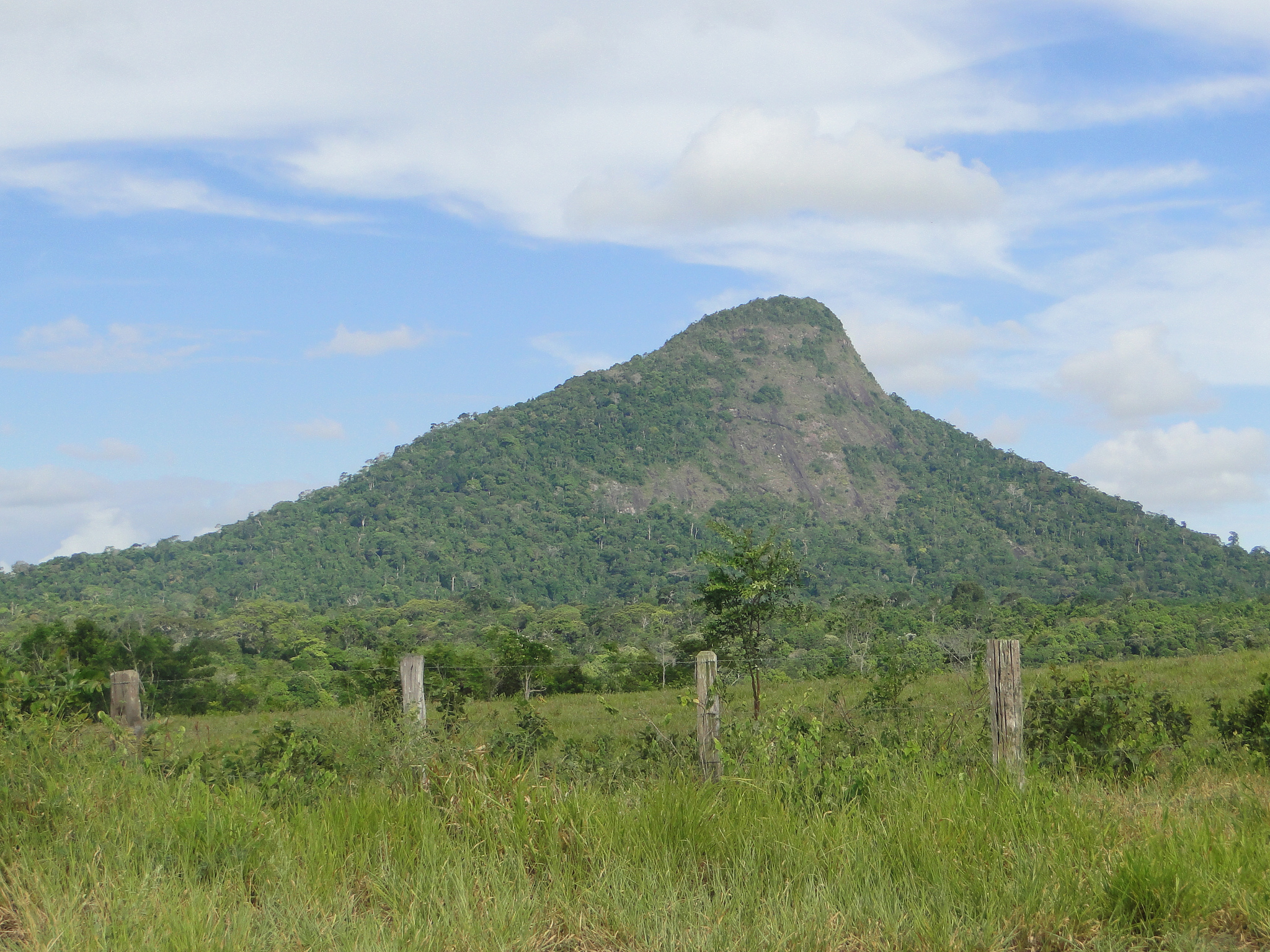
Monte Pascoal

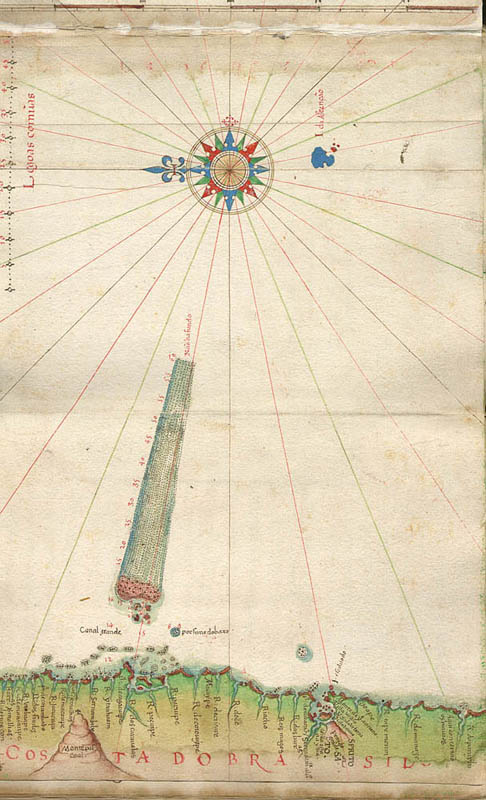
Historischer Plan aus dem 16. Jahrhundert, der die Lage des Monte Pascoal an der Küste von Porto Seguro in Bahia/Brasilien zeigt

Monte Pascoal ist ein Naturpark und Indigenenreservat im Bundesstaat Bahia (Brasilien).
Der Monte-Pascoal-Nationalpark entstand am 29. November 1961, um die Natur und Bergformation des 536 Metern hohen Inselberges Monte Pascoal („Osterberg“) zu schützen. Der Berg hat eine wichtige historische Bedeutung für die Siedlungsgeschichte Brasiliens, da die portugiesischen Eroberer des Landes unter dem Kommando von Pedro Álvares Cabral am 22. April 1500 (Ostern) vom Meer aus den Berg als erste weithin sichtbare Erhebung sichteten. Am 26. April 1500 wurde unweit des Berges am Strand von Coroa Vermelha eine katholische Messe zelebriert, an der auch einige Ureinwohner teilnahmen.

## Bedeutung
Der Park ist einer der wichtigsten Schutzgebiete des Atlantischen Regenwaldes im Süden von Bahia. Seit 1999 ist er Teil der 110.000 Hektar großen Costa do Descobrimento (Küste der Entdeckung) und als solche unter den Schutz der UNESCO als Weltnaturerbe gestellt. In diesem Ökosystem existieren mehr als 10.000 Pflanzenarten (wie Jatobá, Brasil-Holz, und Rosenholz) und Hunderte Arten von Säugetieren, (auch die vom Aussterben bedrohten Jaguar und Ameisenbär), Vögeln wie dem sehr seltenen Rotschnabelhokko, Amphibien und Reptilien. Im Park gibt es Salzwiesen und Mangrovenwälder als Übergangs-Ökosysteme zwischen der Küste und dem Regenwald. In jüngerer Vergangenheit kam es immer wieder zu illegalen Abholzungen im Park. Nahe der Küste befindet sich das geschützte Inselgebiet Abrolhos.
Die Küste von Südbahia war schon lange vor der Ankunft der portugiesischen Eroberer von indigenen Völkern besiedelt. Später entstand der 62 km nördlich des Parks an einer Flussmündung gelegene Ort Porto Seguro.
Die indigenen Pataxó, die großteils im Park innerhalb des Terra Indígena Barra Velha do Monte Pascoal leben, bieten in Porto Seguro und am Eingang zum Nationalpark selbst hergestellte Kunstgegenstände aus Holz und Federschmuck an. Es kommt immer wieder zu Konflikten um die Landrechte zwischen Indianern und der brasilianischen Regierung.